# Alexis Lemaistre
Ne doit pas être confondu avec Alexis Lemaître.
Auguste Alexis Lemaistre, né le 26 décembre 1852 à Montmartre (Seine) et mort le 7 février 1932 à Asnières (Seine), est un peintre, dessinateur, graveur  et écrivain français, surtout connu pour ses ouvrages illustrés sur l’école des Beaux-Arts de Paris et les grands établissements scientifiques français.

## Biographie

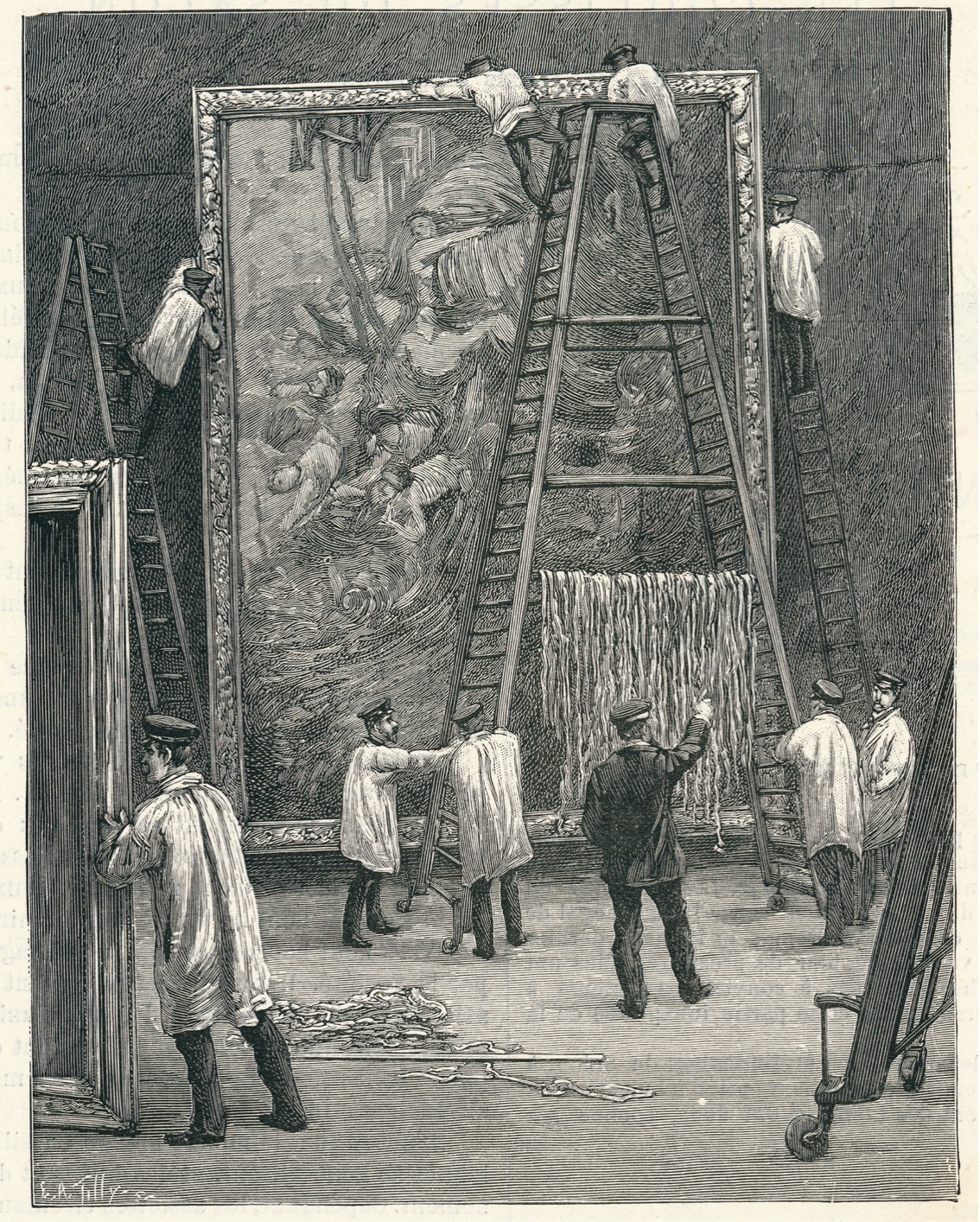
Les coulisses du Salon, par Alexis Lemaistre, graveur Auguste Tilly.

Alexis Lemaistre est formé à l’école des beaux-arts par Édouard Brandon et dans l’atelier de Léon Bonnat.
En 1873, il expose pour la première fois au Salon et, en 1889, il est médaillé de bronze à l’exposition universelle.
De 1873 à 1892, il collabore à L'Illustration. Ainsi, en février 1888, il donne une série de croquis d’audience, à la suite de l’affaire des décorations qui avait poussé Jules Grévy à la démission de la présidence de la République.
En mai et juin 1888, il dévoile par des textes, accompagnés de dessins, dont cinq sont gravés par Auguste Tilly, Les coulisses du Salon.
Puis, il rédige et illustre un article sur l’École des beaux-arts avec ses différents aspects traduits par une vingtaine de dessins. Il développe le sujet dans un ouvrage complet qui présente la vie quotidienne de l’école. Les critiques de l’époque parlent d'un bon volume d’une lecture agréable pour un ouvrage au ton enjoué et aux illustrations réalistes et gracieuses,,.
En octobre 1890, il s’intéresse aux examens de l’Hôtel de ville et signe des articles accompagnés de dessins.
En 1892, il illustre un article sur l'École centrale.
Dans sa monographie sur les grandes institutions, destinée aux jeunes gens, Alexis Lemaistre raconte l’histoire et le rôle respectif des cinq académies qui composent l’Institut de France, mais également le Collège de France, la Sorbonne, l'Observatoire, le Museum d’histoire naturelle et l’institut Pasteur, avec des détails et des anecdotes.

## Publications
- Alexis Lemaistre, L'école des beaux-arts : dessinée et racontée par un élève. Ouvrage illustré de 60 gravures hors texte, Paris, Firmin Didot, 1889 (OCLC 898435474, lire en ligne) – Version numérisée téléchargeable depuis le site du musée Fabre à Montpellier.
- L'Institut de France et nos grands établissements scientifiques; Collège de France, Muséum, Institut Pasteur, Sorbonne, Observatoire. Ouvrage illustré de 83 gravures, d'après les dessins de l'auteur, Paris, Hachette, 1896 (OCLC 4506964, lire en ligne).
- Nos jeunes filles aux examens et à l'école : texte et dessins d'après nature, Paris, Firmin-Didot, 1891 (OCLC 46722142)[9].
- Les écoles professionnelles, Tours, A. Mame et Fils, 1898 (OCLC 18502205).
- Potaches et Bachots, Paris, Firmin-Didot, 1893 (OCLC 458002094).

## Galerie

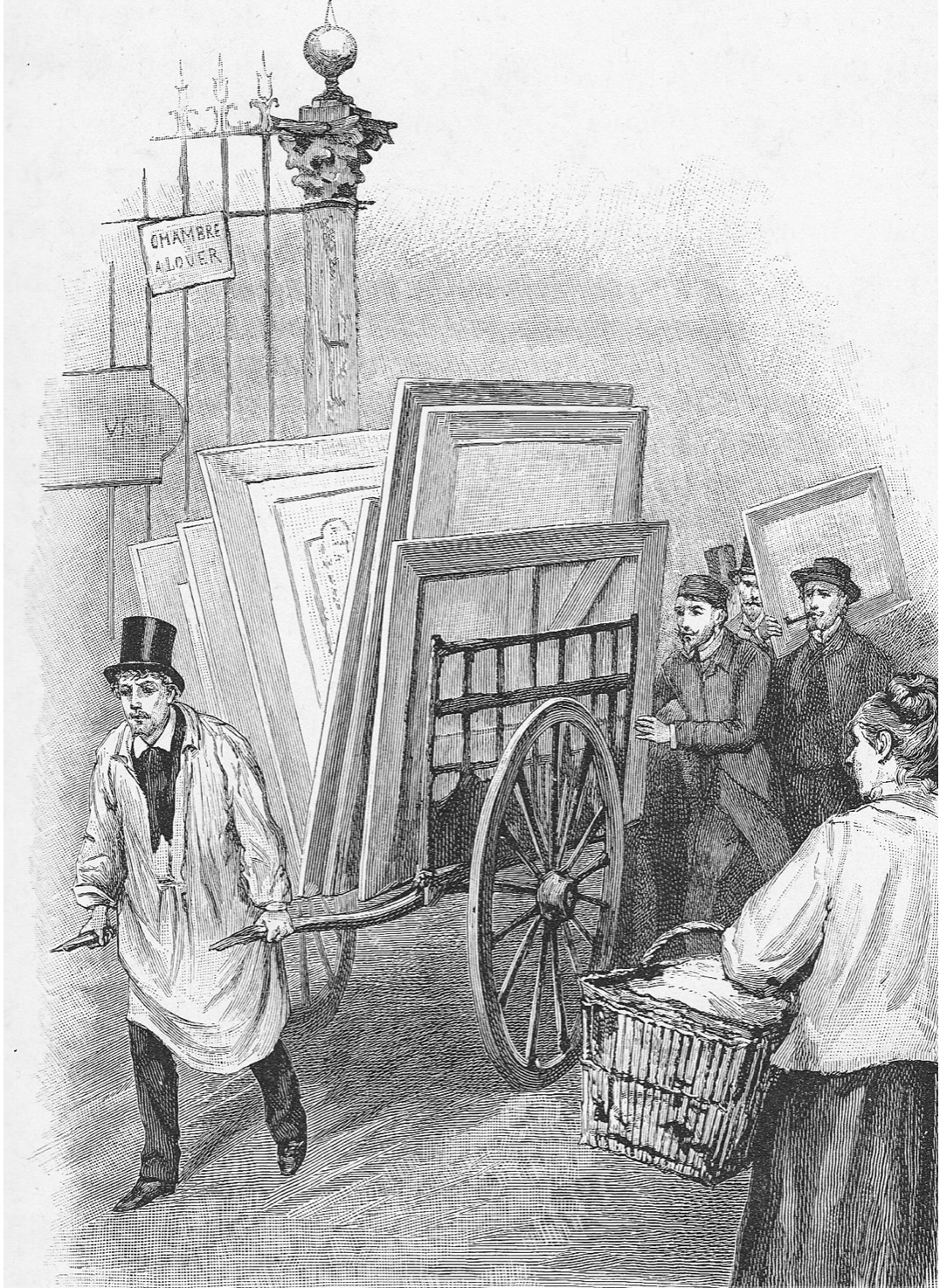
Charrette du vendredi à École nationale supérieure des beaux-arts.
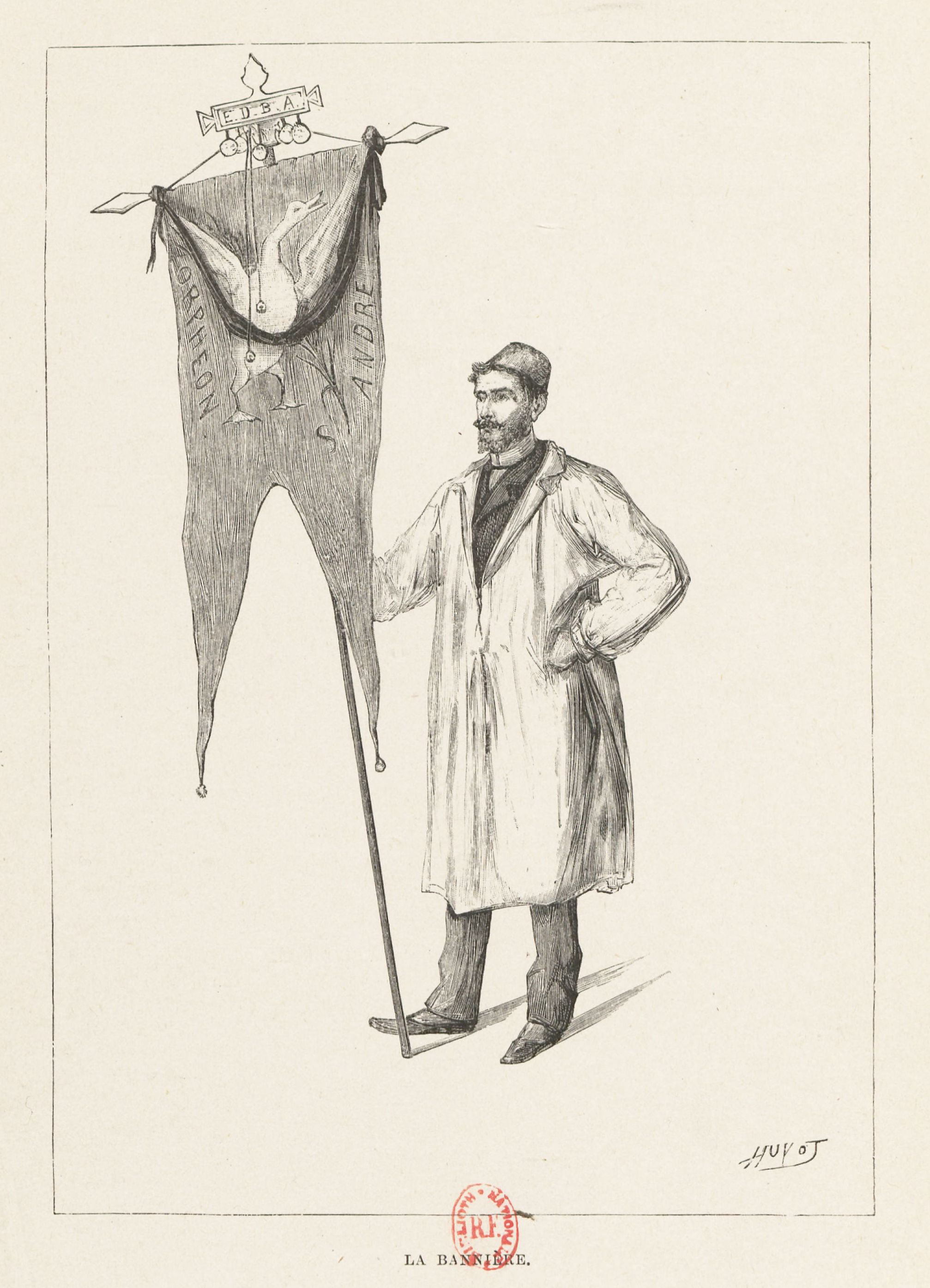
Bannière de l'orphéon S André, EDBA en 1888/1889[10].
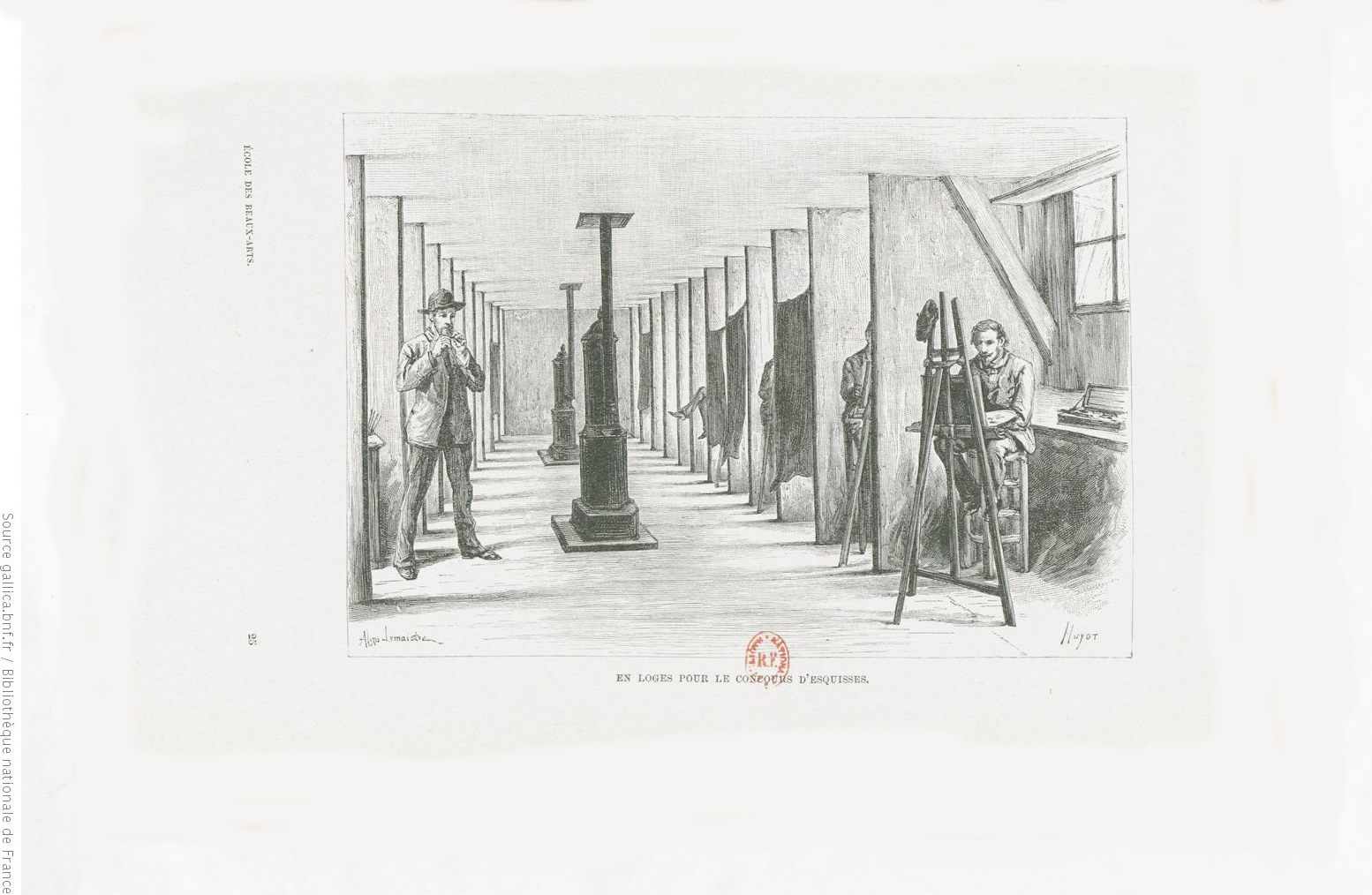
Étudiants en loge pour le concours d'esquisses.
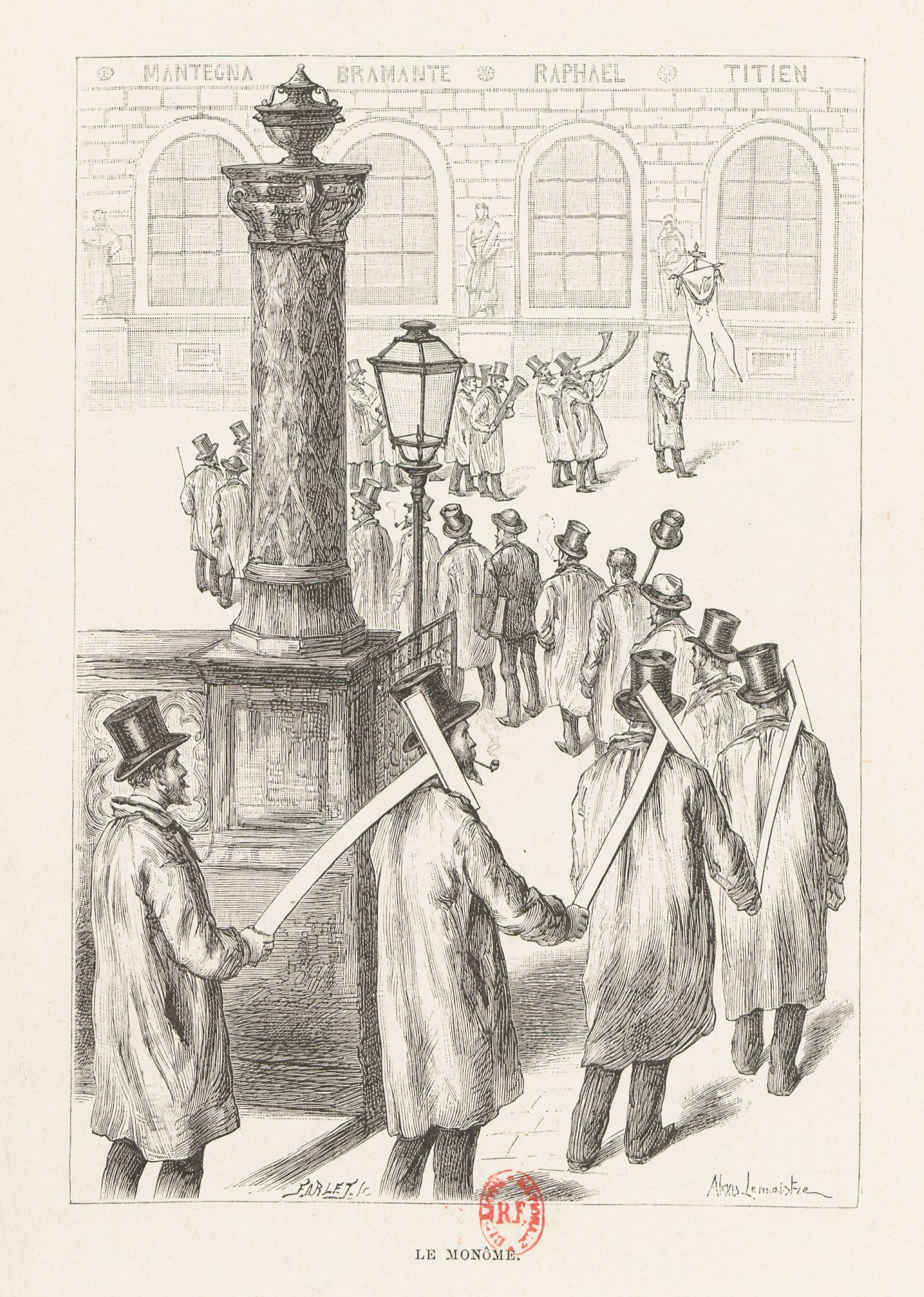
Monôme de sortie des logistes dans la cour d'honneur de l'école.